# Свободний (Кваркенський район)
Свобо́дний (рос. Свободный) — селище у складі Кваркенського району Оренбурзької області, Росія.

## Населення
Населення — 116 осіб (2010; 231 у 2002).
Національний склад (станом на 2002 рік):
- росіяни — 72 %